# Герман (роман)
Герман (норв. Herman) — роман, написанный в 1988 году норвежским писателем Ларсом Соби Кристенсеном. В том же году книга принесла автору норвежскую премию «Критика» как лучшая книга года, а в 1990 году была экранизирована.

## Сюжет
В центре сюжета жизнь одиннадцатилетнего Германа Фюлькта, страдающего редчайшей болезнью, последствием которой становится выпадение волос. Герман, и без того скромный и тихий мальчик, терпящий издевательства одноклассников, вынужден противостоять серьезной напасти, помочь в борьбе с которой не могут ни родители, ни учителя.